# Balboa panamense
Il Balboa è la moneta ufficiale di Panama, il suo codice ISO 4217 è  PAB. Ha questo nome in onore del conquistatore spagnolo Vasco Núñez de Balboa.
Il Balboa ha rimpiazzato il peso colombiano nel 1904, in seguito all'indipendenza del paese. Il valore del Balboa è sempre stato legato a quello del dollaro statunitense, con il quale ha un cambio 1:1.
Il Balboa è diviso in 100 centésimos, i cui tagli da 1, 5, 10, 25 e 50 centesimi ricalcano in peso e colore le corrispettive monete americane. Occasionalmente il Banco Nacional de Panamá conia delle monete da 1 dollaro.
Nel 1941 il presidente Arnulfo Arias fece stampare delle banconote in Balboa (valori da 1,5,10 e 20 Balboa), che furono ritirate 7 giorni dopo e furono soprannominate "Il dollaro dei sette giorni". Furono le uniche banconote in Balboa, ritirate e quasi tutte distrutte (la quotazione delle poche rimaste è infatti elevatissima sul mercato numismatico). Nel Paese infatti vengono comunemente utilizzate le banconote statunitensi.